# João de Almeida (militar)
João de Almeida GOTE • GOC • GOA • GCIC (Vila Garcia, Guarda,  5 de outubro de 1872 — Lisboa, 5 de maio de 1953) foi um militar do Exército Português, no qual atingiu o posto de general. Ficou conhecido por o Herói dos Dembos por ter pacificado este povo em Angola, em 1907, durante as Campanhas de África. Auxiliou também Alves Roçadas a pacificar a região de Huíla (1909) e é a ele que se deve a fixação da fronteira meridional de Angola.

## Biografia
João de Almeida nasceu em Cairrão, freguesia de Vila Garcia, concelho da Guarda. Casou em 14 de outubro de 1914 com Laura Mendes Leite e teve três filhos e uma filha. Foi pai de dois distinguidos militares: o coronel Alexandre Mendes Leite de Almeida, do Exército Português;o coronel João Mendes Leite de Almeida, da Força Aérea Portuguesa.
Concluído o curso liceal na sua cidade natal, forma-se em filosofia e engenharia civil pela Universidade de Coimbra. Ingressou na Escola do Exército, donde saiu promovido a alferes, em 1896, e mais tarde, frequentou o curso de Estado-Maior que completou em 1903.
Em 1906 embarcou para Angola, com o posto de capitão, revelando as suas qualidades de militar. Em 1907 tomou parte nas operações do Cuamato, distinguindo-se, entre outras, nas ações de Pocolo, Mocuma e Bata-Bata. Iniciou a pacificação dos Dembos, ficando conhecido como o Herói dos Dembos. Em 1908 foi nomeado governador interino do distrito de Huíla, província de Angola, assumindo mais tarde o posto de governador efetivo.
Em 1919, então coronel e comandante militar da região de Aveiro, envolveu-se na Monarquia do Norte ao lado de Paiva Couceiro. Teve ordem de prisão mas o comissário encarregado da sua detenção, Salvador do Nascimento, permitiu a sua fuga pois ele próprio tinha sido preso político durante a ditadura de João Franco por conspirar contra ela. Daí seguiu para Paris, onde cursou engenharia civil.
Entre muitos feitos na província de Angola destaca-se a fixação definitiva da fronteira meridional e a realização de obra notável nos campos administrativo, militar, económico, educativo e civilizacional. Na província de Cabo Verde também teve lugar de destaque, nomeadamente como governador da província e diretor de obras públicas. Em 1931 foi nomeado Governador Geral de Macau. Chegou a ser Ministro das Colónias.
Em Portugal foi diretor da Empresa Eléctrica-Oceânica de Aveiro entre 1920 e 1936; Presidente da Real Companhia Vinícola do Norte desde 1933; Administrador da Companhia do Papel do Prado desde 1929.
Monárquico, simpatizante do integralismo, foi demitido do Exército após a proclamação do regime republicano, sendo reintegrado em 1918. Participou em diversas conspirações para derrubar a República nos anos 20. Após o golpe de 28 de maio foi um dos nomes apontados para a candidatura à chefia da Ditadura.
A 11 de fevereiro de 1929 foi feito grande-oficial da Ordem Militar da Torre e Espada, do Valor, Lealdade e Mérito, a 19 de fevereiro de 1929 foi feito Grande-Oficial da Ordem Militar de Cristo, a 5 de outubro de 1929 foi feito Grande-Oficial da Ordem Militar de Avis e a 3 de agosto de 1932 foi agraciado com a grã-cruz da Ordem do Império Colonial.
Autor de relatórios e de conferências valiosas, devem-se-lhe ainda obras sobre temática colonial e sobre a cidade da Guarda, sobre a qual deixou longa obra bibliográfica. Foi diretor do Instituto de Ensino Normal de Braga e no âmbito dessas funções publicou obras de carácter didático.

## Obras publicadas
Para além de obra dispersa por numerosos periódicos, é autor das seguintes obras:
Monografias
- Didáctica Geral. Instituto de Ensino Normal de Braga, Braga, Livraria Cruz, 1933.
- Sul de Angola;
- Visão do Crente;
- Em Prol do Comum (1931);
- D. Carlos I (1936);
- Viajantes Espanhóis em Portugal (1948);
- História do nosso Tempo;

Conferências
- Ao Serviço do Império (1931);
- L’Esprit de la Race Portuguese dans son expanson outre mer (1931);
- Nacionalismo e Estado Novo (1932);
- História do nosso Tempo (1935);
- Alta Cultura Colonial (1937).